# Brandstad
Brandstad är kyrkbyn i Brandstads socken och småort i Sjöbo kommun i Skåne belägen norr om Sjöbo vid Riksväg 13.